# Lepidiota quedenfeldti
Lepidiota quedenfeldti är en skalbaggsart som beskrevs av Brenske 1892. Lepidiota quedenfeldti ingår i släktet Lepidiota och familjen Melolonthidae. Inga underarter finns listade i Catalogue of Life.